# Première circonscription de l'Ardèche
La première circonscription de l'Ardèche est l'une des trois circonscriptions législatives que compte le département français de l'Ardèche (07), situé en région Auvergne-Rhône-Alpes.
Elle est représentée à l'Assemblée nationale lors de la XVIe législature de la Cinquième République par Hervé Saulignac, député du Parti socialiste.

## Description géographique et démographique

### De 1958 à 1986
La première circonscription de l'Ardèche  était composée de :
- Canton de Bourg-Saint-Andéol
- Canton du Cheylard
- Canton de Chomérac
- Canton de Privas
- Canton de Rochemaure
- Canton de Saint-Martin-de-Valamas
- Canton de Saint-Pierreville
- Canton de Vernoux
- Canton de Viviers
- Canton de Villeneuve-de-Berg
- Canton de La Voulte-sur-Rhône

### Depuis 1988
La première circonscription de l'Ardèche s'étire le long de la vallée du Rhône et dans le centre du département. Elle est organisée autour de la ville de Privas.
Elle regroupe les 7 cantons suivants de l'arrondissement de Privas :
- Bourg-Saint-Andéol
- Chomérac
- Privas
- Rochemaure
- Saint-Pierreville
- Viviers
- La Voulte-sur-Rhône

Elle regroupe également 3 des cantons de l'arrondissement de Tournon-sur-Rhône :
- Le Cheylard
- Saint-Martin-de-Valamas
- Vernoux-en-Vivarais

## Description historique et politique

Carte de la première circonscription de l'Ardèche avant le redécoupage de 1986.

Au découpage de 1958, le canton de Villeneuve-de-Berg passe de la première à la troisième circonscription.

## Historique des résultats
| Législature | Début de mandat | Fin de mandat  | Député          | Parti politique | Observations |
| ----------- | --------------- | -------------- | --------------- | --------------- | --- |
| Ire         | 9 décembre 1958 | 9 octobre 1962 | André Chareyre  | CNI             | Maire de Chomérac (à partir de 1959) Conseiller général du Canton de Chomérac Mandat écourté à la suite d'une dissolution parlementaire décidée par Charles de Gaulle. |
| IIe         | 6 décembre 1962 | 2 avril 1967   | Henri Chaze     | PCF             | Maire de Cruas Conseiller général du Canton de Rochemaure |
| IIIe        | 3 avril 1967    | 30 mai 1968    | Pierre Cornet   | UD-Ve           | Maire de Villeneuve-de-Berg Mandat écourté à la suite d'une dissolution parlementaire décidée par Charles de Gaulle.                                                   |
| IVe         | 11 juillet 1968 | 1er avril 1973 | Pierre Cornet   | UDR             | Maire de Villeneuve-de-Berg |
| Ve          | 2 avril 1973    | 2 avril 1978   | Pierre Cornet   | DVD             | Maire de Villeneuve-de-Berg |
| VIe         | 3 avril 1978    | 22 mai 1981    | Pierre Cornet   | UDF             | Maire de Villeneuve-de-Berg Mandat écourté à la suite d'une dissolution parlementaire décidée par François Mitterrand.                                                 |
| VIIe        | 2 juillet 1981  | 1er avril 1986 | Robert Chapuis  | PS              | Maire du Teil (à partir de 1983). |
| IXe         | 23 juin 1988    | 1er avril 1993 | Robert Chapuis  | PS              | Maire du Teil Remplacé par Claude Laréal le 29 juillet 1988 à la suite de sa nomination au gouvernement.                                                               |
| Xe          | 2 avril 1993    | 21 avril 1997  | Amédée Imbert   | UDF-PR          | Maire de Privas Mandat écourté à la suite d'une dissolution parlementaire décidée par Jacques Chirac.                                                                  |
| XIe         | 12 juin 1997    | 18 juin 2002   | Pascal Terrasse | PS              | Conseiller général de Bourg-Saint-Andéol |
| XIIe        | 19 juin 2002    | 19 juin 2007   | Pascal Terrasse | PS              | Conseiller général de Bourg-Saint-Andéol |
| XIIIe       | 20 juin 2007    | 19 juin 2012   | Pascal Terrasse | PS              | Président du Conseil général de l'Ardèche (canton de Bourg-Saint-Andéol)                                                                                               |
| XIVe        | 20 juin 2012    | 20 juin 2017   | Pascal Terrasse | PS              | Conseiller général de Bourg-Saint-Andéol , il démissionne le 23 mars 2017, le siège sera vacant jusqu'au prochaines élections.                                         |
| XVe         | 21 juin 2017    | 21 juin 2022   | Hervé Saulignac | PS              | Conseiller départemental de Privas |
| XVIe        | 22 juin 2022    | 9 juin 2024    | Hervé Saulignac | PS-NUPES        | Conseiller départemental de l'Ardèche Mandat écourté à la suite d'une dissolution parlementaire décidée par Emmanuel Macron.                                           |

## Historique des élections

### Avant le redécoupage de 1986

#### Élections de 1958
| Candidat           | Candidat           | Parti          | Premier tour | Premier tour | Second tour | Second tour |  |
| Candidat           | Candidat           | Parti          | Voix         | %            | Voix        | %           |  |
| ------------------ | ------------------ | -------------- | ------------ | ------------ | ----------- | ----------- |  |
|                    | André Chareyre élu | CNIP           | 12 729       | 27,95        | 21 457      | 46,04       |  |
|                    | Roger Roucaute     | PCF            | 10 973       | 24,1         | 12 624      | 27,09       |  |
|                    | Guy Fougeirol      | Radsoc         | 6 921        | 15,2         | 7 644       | 16,4        |  |
|                    | Pierre Pieri       | UNR            | 6 740        | 14,8         | 4 882       | 10,47       |  |
|                    | Georges Guigon     | MRP            | 4 317        | 9,48         | Retrait     | Retrait     |  |
|                    | Jean Palmero       | SFIO           | 3 859        | 8,47         | Retrait     | Retrait     |  |
|                    |                    |                |              |              |             |             |  |
| Inscrits           | Inscrits           | Inscrits       | 57 936       | 100,00       | 57 930      | 100,00      |  |
| Abstentions        | Abstentions        | Abstentions    | 11 729       | 20,24        | 10 850      | 18,73       |  |
| Votants            | Votants            | Votants        | 46 207       | 79,76        | 47 080      | 81,27       |  |
| Blancs et nuls     | Blancs et nuls     | Blancs et nuls | 668          | 1,45         | 473         | 1           |  |
| Exprimés           | Exprimés           | Exprimés       | 45 539       | 98,55        | 46 607      | 99          |  |
| Source : Data.gouv |                    |                |              |              |             |             |  |

Prosper Mounier, agriculteur, conseiller général du canton de Saint-Martin-de-Valamas, était le suppléant d'André Chareyre.

#### Élections de 1962
| Candidat           | Candidat               | Parti          | Premier tour | Premier tour | Second tour | Second tour |  |
| Candidat           | Candidat               | Parti          | Voix         | %            | Voix        | %           |  |
| ------------------ | ---------------------- | -------------- | ------------ | ------------ | ----------- | ----------- |  |
|                    | Henri Chaze élu        | PCF            | 10 686       | 27,48        | 15 924      | 37,2        |  |
|                    | Aimé Jeanjean          | UNR-UDT        | 9 166        | 23,58        | 11 562      | 27,01       |  |
|                    | André Chareyre sortant | CNIP           | 8 748        | 22,5         | 15 318      | 35,79       |  |
|                    | Henri Bois             | MRP            | 5 919        | 15,22        | Retrait     | Retrait     |  |
|                    | Pierre Fournier        | SFIO           | 4 361        | 11,22        | Retrait     | Retrait     |  |
|                    |                        |                |              |              |             |             |  |
| Inscrits           | Inscrits               | Inscrits       | 57 576       | 100,00       | 57 568      | 100,00      |  |
| Abstentions        | Abstentions            | Abstentions    | 17 690       | 30,72        | 13 943      | 24,22       |  |
| Votants            | Votants                | Votants        | 39 886       | 69,28        | 43 625      | 75,78       |  |
| Blancs et nuls     | Blancs et nuls         | Blancs et nuls | 1 006        | 2,52         | 821         | 1,88        |  |
| Exprimés           | Exprimés               | Exprimés       | 38 880       | 97,48        | 42 804      | 98,12       |  |
| Source : Data.gouv |                        |                |              |              |             |             |  |

Le suppléant d'Henri Chaze était Marcel Mazel, ouvrier à Bourg-Saint-Andéol.

#### Élections de 1967
| Candidat           | Candidat            | Parti                     | Premier tour | Premier tour | Second tour | Second tour |  |
| Candidat           | Candidat            | Parti                     | Voix         | %            | Voix        | %           |  |
| ------------------ | ------------------- | ------------------------- | ------------ | ------------ | ----------- | ----------- |  |
|                    | Henri Chaze sortant | PCF                       | 14 224       | 30,93        | 22 445      | 47,89       |  |
|                    | Pierre Cornet élu   | UD-Ve                     | 12 693       | 27,60        | 24 425      | 52,11       |  |
|                    | Guy Fougeirol       | FGDS (Radical)            | 7 316        | 15,91        | Retrait     | Retrait     |  |
|                    | Henri Bois          | CD (PDM)                  | 7 169        | 15,59        | Retrait     | Retrait     |  |
|                    | Aimé Jeanjean       | Divers droite (Gaulliste) | 4 038        | 8,78         |             |             |  |
|                    | Gilbert Pitet       | Extrême droite (ARLP)     | 535          | 1,16         |             |             |  |
|                    |                     |                           |              |              |             |             |  |
| Inscrits           | Inscrits            | Inscrits                  | 58 376       | 100,00       | 58 369      | 100,00      |  |
| Abstentions        | Abstentions         | Abstentions               | 11 594       | 19,86        | 9 755       | 16,71       |  |
| Votants            | Votants             | Votants                   | 46 782       | 80,14        | 48 614      | 83,29       |  |
| Blancs et nuls     | Blancs et nuls      | Blancs et nuls            | 807          | 1,73         | 1 744       | 3,59        |  |
| Exprimés           | Exprimés            | Exprimés                  | 45 975       | 98,27        | 46 870      | 96,41       |  |
| Source : Data.gouv |                     |                           |              |              |             |             |  |

Le suppléant de Pierre Cornet était Jean Debard, négociant, maire de Saint-Martin-de-Valamas.

#### Élections de 1968
|                    | Pierre Cornet sortant réélu | UDR (URP)      | 24 082 | 52,63  |  |  |  |
|                    | Henri Chaze                 | PCF            | 12 081 | 26,40  |  |  |  |
|                    | Guy Fougeirol               | FGDS (Radical) | 7 449  | 16,28  |  |  |  |
|                    | Marc Clauzier               | PSU            | 2 143  | 4,69   |  |  |  |
|                    |                             |                |        |        |  |  |  |
| Inscrits           | Inscrits                    | Inscrits       | 58 045 | 100,00 |  |  |  |
| Abstentions        | Abstentions                 | Abstentions    | 11 442 | 19,71  |  |  |  |
| Votants            | Votants                     | Votants        | 46 603 | 80,29  |  |  |  |
| Blancs et nuls     | Blancs et nuls              | Blancs et nuls | 848    | 1,82   |  |  |  |
| Exprimés           | Exprimés                    | Exprimés       | 45 755 | 98,18  |  |  |  |
| Source : Data.gouv |                             |                |        |        |  |  |  |

Le suppléant de Pierre Cornet était Régis Fayard, négociant, maire de La Rochette, membre des Républicains indépendants.

#### Élections de 1973
| Candidat           | Candidat                    | Parti                | Premier tour | Premier tour | Second tour | Second tour |  |
| Candidat           | Candidat                    | Parti                | Voix         | %            | Voix        | %           |  |
| ------------------ | --------------------------- | -------------------- | ------------ | ------------ | ----------- | ----------- |  |
|                    | Pierre Cornet sortant réélu | UDR (URP)            | 18 014       | 38,58        | 25 490      | 53,68       |  |
|                    | Henri Chaze                 | PCF                  | 12 426       | 26,62        | 21 994      | 46,32       |  |
|                    | Fernand Dessus              | PS (UGSD)            | 9 265        | 19,84        | Retrait     | Retrait     |  |
|                    | Émile Callot                | Rad (MR)             | 4 039        | 8,65         |             |             |  |
|                    | Paul Antier                 | Divers droite (CNIP) | 1 527        | 3,28         |             |             |  |
|                    | Claude Laréal               | PSU                  | 1 419        | 3,03         |             |             |  |
|                    |                             |                      |              |              |             |             |  |
| Inscrits           | Inscrits                    | Inscrits             | 58 592       | 100,00       | 58 580      | 100,00      |  |
| Abstentions        | Abstentions                 | Abstentions          | 11 039       | 18,84        | 9 242       | 15,78       |  |
| Votants            | Votants                     | Votants              | 47 553       | 81,16        | 49 338      | 84,22       |  |
| Blancs et nuls     | Blancs et nuls              | Blancs et nuls       | 863          | 1,81         | 1 854       | 3,76        |  |
| Exprimés           | Exprimés                    | Exprimés             | 46 690       | 98,19        | 47 484      | 96,24       |  |
| Source : Data.gouv |                             |                      |              |              |             |             |  |

Le suppléant de Pierre Cornet était Régis Fayard.

#### Élections de 1978
| Candidat                                                | Candidat                    | Parti          | Premier tour | Premier tour | Second tour | Second tour |  |
| Candidat                                                | Candidat                    | Parti          | Voix         | %            | Voix        | %           |  |
| ------------------------------------------------------- | --------------------------- | -------------- | ------------ | ------------ | ----------- | ----------- |  |
|                                                         | Pierre Cornet sortant réélu | UDF (PR)       | 16 206       | 30,15        | 28 093      | 51,41       |  |
|                                                         | Henri Chaze                 | PCF            | 13 637       | 25,37        | 26 555      | 48,59       |  |
|                                                         | Robert Chapuis              | PS             | 10 962       | 20,39        | Retrait     | Retrait     |  |
|                                                         | Georges Chagounoff          | RPR            | 8 443        | 15,71        | Retrait     | Retrait     |  |
|                                                         | Jean-Claude Piquart         | Écologie 78    | 2 397        | 4,46         |             |             |  |
|                                                         | Charles Ebert               | Divers gauche  | 1 000        | 1,86         |             |             |  |
|                                                         | Pierre Biessey              | LO             | 790          | 1,47         |             |             |  |
|                                                         | Régis Privât de Fressenel   | MDD            | 323          | 0,60         |             |             |  |
|                                                         |                             |                |              |              |             |             |  |
| Inscrits                                                | Inscrits                    | Inscrits       | 64 865       | 100,00       | 64 922      | 100,00      |  |
| Abstentions                                             | Abstentions                 | Abstentions    | 10 242       | 15,79        | 8 312       | 12,8        |  |
| Votants                                                 | Votants                     | Votants        | 54 623       | 84,21        | 56 610      | 87,2        |  |
| Blancs et nuls                                          | Blancs et nuls              | Blancs et nuls | 865          | 1,58         | 1 962       | 3,47        |  |
| Exprimés                                                | Exprimés                    | Exprimés       | 53 758       | 98,42        | 54 648      | 96,53       |  |
| Source : Data.gouv et Sud Ouest du 21 mars 1978, page 6 |                             |                |              |              |             |             |  |

Le suppléant de Pierre Cornet était André Laffont, professeur, maire d'Ajoux.

#### Élections de 1981
| Candidat              | Candidat             | Parti          | Premier tour | Premier tour | Second tour | Second tour |  |
| Candidat              | Candidat             | Parti          | Voix         | %            | Voix        | %           |  |
| --------------------- | -------------------- | -------------- | ------------ | ------------ | ----------- | ----------- |  |
|                       | Robert Chapuis élu   | PS             | 17 009       | 35,94        | 29 146      | 56,75       |  |
|                       | Jean-François Michel | UDF (CDS)      | 10 503       | 22,20        | 22 209      | 43,25       |  |
|                       | Henri Chaze          | PCF            | 10 162       | 21,47        | Retrait     | Retrait     |  |
|                       | Jean-Louis Chirouze  | RPR            | 9 656        | 20,40        | Retrait     | Retrait     |  |
|                       |                      |                |              |              |             |             |  |
| Inscrits              | Inscrits             | Inscrits       | 66 218       | 100,00       | 66 252      | 100,00      |  |
| Abstentions           | Abstentions          | Abstentions    | 18 187       | 27,47        | 13 829      | 20,87       |  |
| Votants               | Votants              | Votants        | 48 031       | 72,53        | 52 423      | 79,13       |  |
| Blancs et nuls        | Blancs et nuls       | Blancs et nuls | 701          | 1,46         | 1 068       | 2,04        |  |
| Exprimés              | Exprimés             | Exprimés       | 47 330       | 98,54        | 51 355      | 97,96       |  |
| Source : Data.gouv.fr |                      |                |              |              |             |             |  |

Claude Laréal, employé, conseiller général du canton de La Voulte, maire adjoint de La Voulte-sur-Rhône était le suppléant de Robert Chapuis.

### Depuis le redécoupage de 1986
Voici la liste des résultats des élections législatives dans la circonscription depuis le découpage électoral de 1986 : 

#### Élections de 1988
| Candidat                                                   | Candidat           | Parti          | Premier tour | Premier tour | Second tour | Second tour |  |
| Candidat                                                   | Candidat           | Parti          | Voix         | %            | Voix        | %           |  |
| ---------------------------------------------------------- | ------------------ | -------------- | ------------ | ------------ | ----------- | ----------- |  |
|                                                            | Robert Chapuis élu | PS             | 18 133       | 42,53        | 25 473      | 54,53       |  |
|                                                            | Georges Chagounoff | RPR (URC)      | 15 421       | 36,16        | 21 244      | 45,47       |  |
|                                                            | Alain Feuchot      | PCF            | 5 300        | 12,43        |             |             |  |
|                                                            | Jean Garel         | FN             | 3 781        | 8,86         |             |             |  |
|                                                            |                    |                |              |              |             |             |  |
| Inscrits                                                   | Inscrits           | Inscrits       | 64 326       | 100,00       | 64 231      | 100,00      |  |
| Abstentions                                                | Abstentions        | Abstentions    | 20 823       | 32,37        | 16 233      | 25,27       |  |
| Votants                                                    | Votants            | Votants        | 43 503       | 67,63        | 47 998      | 74,73       |  |
| Blancs et nuls                                             | Blancs et nuls     | Blancs et nuls | 868          | 2            | 1 281       | 2,67        |  |
| Exprimés                                                   | Exprimés           | Exprimés       | 42 635       | 98           | 46 717      | 97,33       |  |
| Source : Data.gouv.fr et Le Monde du 14 juin 1988, page 18 |                    |                |              |              |             |             |  |

Claude Laréal était le suppléant de Robert Chapuis. Claude Laréal remplaça Robert Chapuis, nommé membre du gouvernement, du 29 juillet 1988 au 1er avril 1993.

#### Élections de 1993
| Candidat       | Candidat               | Parti          | Premier tour | Premier tour | Second tour | Second tour |  |
| Candidat       | Candidat               | Parti          | Voix         | %            | Voix        | %           |  |
| -------------- | ---------------------- | -------------- | ------------ | ------------ | ----------- | ----------- |  |
|                | Amédée Imbert élu      | UDF (PR)       | 15 041       | 35,09        | 23 462      | 54,57       |  |
|                | Robert Chapuis sortant | PS (ADFP)      | 9 236        | 21,55        | 19 533      | 45,43       |  |
|                | Alain Feuchot          | PCF            | 4 932        | 11,51        |             |             |  |
|                | Christian Lavis        | diss. UDF      | 4 682        | 10,92        |             |             |  |
|                | Jean Garel             | FN             | 4 288        | 10,01        |             |             |  |
|                | Bernard Egal           | GÉ (EÉ)        | 3 040        | 7,09         |             |             |  |
|                | Isabelle Dubant        | LT-LNÉ         | 1 192        | 2,78         |             |             |  |
|                | Alain Husson           | UDI            | 447          | 1,04         |             |             |  |
|                |                        |                |              |              |             |             |  |
| Inscrits       | Inscrits               | Inscrits       | 65 458       | 100,00       | 65 450      | 100,00      |  |
| Abstentions    | Abstentions            | Abstentions    | 19 954       | 30,48        | 18 670      | 28,53       |  |
| Votants        | Votants                | Votants        | 45 504       | 69,52        | 46 780      | 71,47       |  |
| Blancs et nuls | Blancs et nuls         | Blancs et nuls | 2 646        | 5,81         | 3 785       | 8,09        |  |
| Exprimés       | Exprimés               | Exprimés       | 42 858       | 94,19        | 42 995      | 91,91       |  |

Bernard Berger, RPR, conseiller général du canton de La Voulte, maire de Saint-Georges-les-Bains, était le suppléant d'Amédée Imbert.

#### Élections de 1997
| Candidat                     | Candidat              | Parti          | Premier tour | Premier tour | Second tour | Second tour |  |
| Candidat                     | Candidat              | Parti          | Voix         | %            | Voix        | %           |  |
| ---------------------------- | --------------------- | -------------- | ------------ | ------------ | ----------- | ----------- |  |
|                              | Pascal Terrasse élu   | PS             | 13 859       | 31,88        | 27 377      | 59,23       |  |
|                              | Amédée Imbert sortant | UDF (PR)       | 10 188       | 23,44        | 18 843      | 40,77       |  |
|                              | Robert Cotta          | PCF            | 6 347        | 14,60        |             |             |  |
|                              | Jean-Joël Vanhove     | FN             | 6 157        | 14,16        |             |             |  |
|                              | Christian Lavis       | diss. UDF      | 2 876        | 6,62         |             |             |  |
|                              | Jacques Jung          | Les Verts      | 1 754        | 4,03         |             |             |  |
|                              | Pascal Bossan         | LDI (MPF)      | 1 149        | 2,64         |             |             |  |
|                              | Jean-Philippe Smadja  | GÉ             | 1 140        | 2,62         |             |             |  |
|                              |                       |                |              |              |             |             |  |
| Inscrits                     | Inscrits              | Inscrits       | 65 402       | 100,00       | 65 398      | 100,00      |  |
| Abstentions                  | Abstentions           | Abstentions    | 19 613       | 29,99        | 16 024      | 24,5        |  |
| Votants                      | Votants               | Votants        | 45 789       | 70,01        | 49 374      | 75,5        |  |
| Blancs et nuls               | Blancs et nuls        | Blancs et nuls | 2 319        | 5,06         | 3 154       | 6,39        |  |
| Exprimés                     | Exprimés              | Exprimés       | 43 470       | 94,94        | 46 220      | 93,61       |  |
| Source : Assemblée nationale |                       |                |              |              |             |             |  |

Le suppléant de Pascal Terrasse était Yves Chastan, chargé de mission en développement touristique, maire de Saint-Priest.

#### Élections de 2002
| Candidat                          | Candidat                      | Parti                  | Premier tour | Premier tour | Second tour | Second tour |  |
| Candidat                          | Candidat                      | Parti                  | Voix         | %            | Voix        | %           |  |
| --------------------------------- | ----------------------------- | ---------------------- | ------------ | ------------ | ----------- | ----------- |  |
|                                   | Pascal Terrasse sortant réélu | PS                     | 17 553       | 37,68        | 24 099      | 54,45       |  |
|                                   | Michel Valla                  | UMP                    | 16 034       | 29,86        | 20 159      | 45,55       |  |
|                                   | Jean-Joël Vanhove             | FN                     | 5 171        | 11,10        |             |             |  |
|                                   | Elsa Cayron                   | PCF                    | 2 410        | 5,17         |             |             |  |
|                                   | Marie-Christine Gît           | CPNT                   | 1 428        | 3,07         |             |             |  |
|                                   | Stéphane Oriol                | Les Verts              | 1 039        | 2,23         |             |             |  |
|                                   | Cécile Moulain                | LCR                    | 814          | 1,75         |             |             |  |
|                                   | Francis Jean                  | Divers                 | 540          | 1,16         |             |             |  |
|                                   | Geneviève Suppa               | Divers                 | 381          | 0,82         |             |             |  |
|                                   | Christian Prada               | LO                     | 349          | 0,75         |             |             |  |
|                                   | Catherine Martin              | MNR                    | 343          | 0,74         |             |             |  |
|                                   | Nicole Juven                  | MPF                    | 271          | 0,58         |             |             |  |
|                                   | Hervé Salone                  | Divers écologiste (GÉ) | 127          | 0,27         |             |             |  |
|                                   | Marie-Ange Eva-Revire         | Divers droite (CNIP)   | 124          | 0,27         |             |             |  |
|                                   |                               |                        |              |              |             |             |  |
| Inscrits                          | Inscrits                      | Inscrits               | 68 981       | 100,00       | 68 975      | 100,00      |  |
| Abstentions                       | Abstentions                   | Abstentions            | 21 484       | 31,14        | 23 212      | 33,65       |  |
| Votants                           | Votants                       | Votants                | 47 497       | 68,86        | 45 763      | 66,35       |  |
| Blancs et nuls                    | Blancs et nuls                | Blancs et nuls         | 913          | 1,92         | 1 505       | 3,29        |  |
| Exprimés                          | Exprimés                      | Exprimés               | 46 584       | 98,08        | 44 258      | 96,71       |  |
| Source : Ministère de l'Intérieur |                               |                        |              |              |             |             |  |

Le suppléant de Pascal Terrasse était Hervé Saulignac.

#### Élections de 2007
| Candidat                          | Candidat                      | Parti                | Premier tour | Premier tour | Second tour | Second tour |  |
| Candidat                          | Candidat                      | Parti                | Voix         | %            | Voix        | %           |  |
| --------------------------------- | ----------------------------- | -------------------- | ------------ | ------------ | ----------- | ----------- |  |
|                                   | Pascal Terrasse sortant réélu | PS                   | 20 268       | 43,43        | 28 639      | 61,67       |  |
|                                   | Rachel Cotta                  | UMP                  | 13 971       | 29,94        | 17 803      | 38,33       |  |
|                                   | Robert Cotta                  | PCF                  | 2 811        | 6,02         |             |             |  |
|                                   | Jean-Yves Imbert              | UDF–MoDem            | 2 316        | 4,96         |             |             |  |
|                                   | Christiane Bertheas           | FN                   | 1 901        | 4,07         |             |             |  |
|                                   | Christian Lavis               | NC                   | 1 363        | 2,92         |             |             |  |
|                                   | Cécile Moulain                | Extrême gauche (LCR) | 1 064        | 2,28         |             |             |  |
|                                   | Yvette Noilly                 | Les Verts            | 1 052        | 2,25         |             |             |  |
|                                   | Marjorie Brottes              | CPNT                 | 914          | 1,16         |             |             |  |
|                                   | Nadège Le Toux                | MPF                  | 363          | 0,78         |             |             |  |
|                                   | Gilles Bas                    | Divers               | 305          | 0,65         |             |             |  |
|                                   | Christian Prada               | Extrême gauche (LO)  | 228          | 0,49         |             |             |  |
|                                   | Anne Alirol                   | Régionaliste (PO)    | 114          | 0,24         |             |             |  |
|                                   | Marie-Odile Le Gorgeu         | Divers               | 1            | 0,00         |             |             |  |
|                                   |                               |                      |              |              |             |             |  |
| Inscrits                          | Inscrits                      | Inscrits             | 73 759       | 100,00       | 73 752      | 100,00      |  |
| Abstentions                       | Abstentions                   | Abstentions          | 26 357       | 35,73        | 26 247      | 35,59       |  |
| Votants                           | Votants                       | Votants              | 47 402       | 64,27        | 47 505      | 64,41       |  |
| Blancs et nuls                    | Blancs et nuls                | Blancs et nuls       | 731          | 1,54         | 1 063       | 2,24        |  |
| Exprimés                          | Exprimés                      | Exprimés             | 46 671       | 98,46        | 46 442      | 97,76       |  |
| Source : Ministère de l'Intérieur |                               |                      |              |              |             |             |  |

Le suppléant de Pascal Terrasse était Hervé Saulignac.

#### Élections de 2012
|                | Pascal Terrasse sortant réélu | PS             | 20 381 | 45,13  | 27 581 | 67,20  |  |  |  |  |  |
|                | Christian Grangis             | RBM (FN)       | 9 123  | 20,20  | 13 463 | 32,80  |  |  |  |  |  |
|                | Guérin de Longevialle         | PCD (UMP)      | 7 046  | 15,60  |        |        |  |  |  |  |  |
|                | François Jacquart             | FG (PCF) (GU)  | 4 269  | 9,45   |        |        |  |  |  |  |  |
|                | Stéphane Oriol                | EÉLV           | 2 030  | 4,50   |        |        |  |  |  |  |  |
|                | André Dupont                  | CpF (MoDem)    | 1 404  | 3,11   |        |        |  |  |  |  |  |
|                | Gilles Bas                    | AÉI            | 388    | 0,86   |        |        |  |  |  |  |  |
|                | Patricia Soncini-Syren        | NPA            | 292    | 0,65   |        |        |  |  |  |  |  |
|                | Muriel Vander Donckt          | LO             | 225    | 0,50   |        |        |  |  |  |  |  |
|                | François Martigny             | RIC            | 1      | 0,00   |        |        |  |  |  |  |  |
|                |                               |                |        |        |        |        |  |  |  |  |  |
| Inscrits       | Inscrits                      | Inscrits       | 76 645 | 100,00 | 76 625 | 100,00 |  |  |  |  |  |
| Abstentions    | Abstentions                   | Abstentions    | 30 240 | 39,45  | 32 153 | 41,96  |  |  |  |  |  |
| Votants        | Votants                       | Votants        | 46 405 | 60,55  | 44 472 | 58,04  |  |  |  |  |  |
| Blancs et nuls | Blancs et nuls                | Blancs et nuls | 1 246  | 2,69   | 3 428  | 7,71   |  |  |  |  |  |
| Exprimés       | Exprimés                      | Exprimés       | 45 159 | 97,31  | 41 044 | 92,29  |  |  |  |  |  |

Le suppléant de Pascal Terrasse était Hervé Saulignac.

#### Élections de 2017
|                                                                           |                                                                            |                           |                           |                          |                          |
|                                                                           |                                                                            | Premier tour 11 juin 2017 | Premier tour 11 juin 2017 | Second tour 18 juin 2017 | Second tour 18 juin 2017 |
|                                                                           |                                                                            |                           |                           |                          |                          |
|                                                                           |                                                                            | Nombre                    | % des inscrits            | Nombre                   | % des inscrits           |
| Inscrits                                                                  | Inscrits                                                                   | 77 927                    | 100,00                    | 77 920                   | 100,00                   |
| Abstentions                                                               | Abstentions                                                                | 37 950                    | 48,70                     | 43 769                   | 56,17                    |
| Votants                                                                   | Votants                                                                    | 39 977                    | 51,30                     | 34 151                   | 43,83                    |
|                                                                           |                                                                            |                           | % des votants             |                          | % des votants            |
| Bulletins blancs                                                          | Bulletins blancs                                                           | 725                       | 1,81                      | 3 139                    | 9,19                     |
| Bulletins nuls                                                            | Bulletins nuls                                                             | 297                       | 0,74                      | 1 726                    | 5,05                     |
| Suffrages exprimés                                                        | Suffrages exprimés                                                         | 38 955                    | 97,44                     | 29 286                   | 85,75                    |
|                                                                           |                                                                            |                           |                           |                          |                          |
| Candidat Étiquette politique (partis et alliances)                        | Candidat Étiquette politique (partis et alliances)                         | Voix                      | % des exprimés            | Voix                     | % des exprimés           |
|                                                                           |                                                                            |                           |                           |                          |                          |
|                                                                           | André Dupont La République en marche                                       | 9 203                     | 23,62                     | 12 293                   | 41,98                    |
|                                                                           | Hervé Saulignac Parti socialiste                                           | 7 422                     | 19,05                     | 16 993                   | 58,02                    |
|                                                                           | François Arsac Union des démocrates et indépendants                        | 5 972                     | 15,33                     |                          |                          |
|                                                                           | Céline Porquet Front national                                              | 5 876                     | 15,08                     |                          |                          |
|                                                                           | Luisa Gaillard-Sanchez La France insoumise                                 | 5 117                     | 13,14                     |                          |                          |
|                                                                           | François Jacquart Parti communiste français                                | 1 812                     | 4,65                      |                          |                          |
|                                                                           | Olivier Keller Europe Écologie Les Verts                                   | 1 410                     | 3,62                      |                          |                          |
|                                                                           | Claire Calon Divers (Parti animaliste)                                     | 410                       | 1,05                      |                          |                          |
|                                                                           | Christian Grangis Extrême droite (Union des patriotes)                     | 369                       | 0,95                      |                          |                          |
|                                                                           | Gilles Bas Écologiste (Mouvement 100 % - Alliance écologiste indépendante) | 365                       | 0,94                      |                          |                          |
|                                                                           | Alain Barnier Extrême droite                                               | 297                       | 0,76                      |                          |                          |
|                                                                           | Muriel Vander Donckt Lutte ouvrière                                        | 272                       | 0,70                      |                          |                          |
|                                                                           | Zoubida Abbas Divers (Union populaire républicaine)                        | 220                       | 0,56                      |                          |                          |
|                                                                           | Guérin de Longevialle Divers                                               | 210                       | 0,54                      |                          |                          |
| Source : Ministère de l'Intérieur - Première circonscription de l'Ardèche |                                                                            |                           |                           |                          |                          |

Le suppléant d'Hervé Saulignac était Olivier Péverelli, chargé d'affaires, maire du Teil, conseiller général du canton du Teil.

#### Élections de 2022
Les élections législatives françaises de 2022 se déroulent les dimanches 12 et 19 juin 2022.
| Résultats des élections législatives des 12 et 19 juin 2022 de la 1re circonscription de l'Ardèche |                          |                          |                          |              |              |             |             |
| Candidat                                                                                           | Candidat                 | Parti et coalition       | Nuance                   | Premier tour | Premier tour | Second tour | Second tour |
| Candidat                                                                                           | Candidat                 | Parti et coalition       | Nuance                   | Voix         | %            | Voix        | %           |
| | Hervé Saulignac          | PS (NUPES)               | DVG                      | 15 107       | 38,28        | 21 550      | 60,05       |
| | Céline Porquet           | RN                       | RN                       | 9 202        | 23,32        | 14 339      | 39,95       |
| | Séverine Gineys          | MoDem (ENS)              | ENS                      | 6 757        | 17,12        |             |             |
| | Michel Valla             | DVD (UDC)                | DVD                      | 4 081        | 10,34        |             |             |
| | Marie-Elisabeth Flach    | REC                      | REC                      | 1 494        | 3,79         |             |             |
| | Muriel Vander Donckt     | LO                       | DXG                      | 702          | 1,78         |             |             |
| | Boris Tzaprenko          | PA                       | ECO                      | 631          | 1,60         |             |             |
| | Erick Le Loher           | DLF (UPF)                | DSV                      | 604          | 1,53         |             |             |
| | Pascal Chambonnet        | POID                     | DXG                      | 446          | 1,13         |             |             |
| | Clara Madeira            | POC (RPS)                | REG                      | 441          | 1,12         |             |             |
| Votes valides                                                                                      | Votes valides            | Votes valides            | Votes valides            | 39 465       | 97,46        | 35 879      | 91,52       |
| Votes blancs                                                                                       | Votes blancs             | Votes blancs             | Votes blancs             | 702          | 1,73         | 2 422       | 6,18        |
| Votes nuls                                                                                         | Votes nuls               | Votes nuls               | Votes nuls               | 325          | 0,80         | 904         | 2,31        |
| Total                                                                                              | Total                    | Total                    | Total                    | 40 492       | 100          | 39 215      | 100         |
| Abstention                                                                                         | Abstention               | Abstention               | Abstention               | 38 813       | 48,94        | 40 107      | 50,57       |
| Inscrits / participation                                                                           | Inscrits / participation | Inscrits / participation | Inscrits / participation | 79 305       | 51,06        | 79 312      | 49,43       |

La suppléante d'Hervé Saulignac était Alexandra Dève-Collette, adjointe au maire de Bourg-Saint-Andéol.

#### Élections de 2024
| Candidat                 | Candidat                 | Parti et coalition       | Nuance                   | Premier tour | Premier tour | Second tour | Second tour |
| Candidat                 | Candidat                 | Parti et coalition       | Nuance                   | Voix         | %            | Voix        | %           |
| ------------------------ | ------------------------ | ------------------------ | ------------------------ | ------------ | ------------ | ----------- | ----------- |
|                          | Céline Porquet           | RN                       | RN                       | 21 736       | 39,95        | 25 419      | 47,32       |
|                          | Hervé Saulignac          | PS (NFP)                 | UG                       | 20 809       | 38,24        | 28 303      | 52,68       |
|                          | Séverine Gineys          | MoDem (ENS)              | ENS                      | 6 651        | 12,22        |             |             |
|                          | Marie-Pierre Chaix       | LR                       | LR                       | 3 067        | 5,64         |             |             |
|                          | Thierry Dorne            | DLF                      | DSV                      | 651          | 1,20         |             |             |
|                          | Muriel Vander Donckt     | LO                       | EXG                      | 518          | 0,95         |             |             |
|                          | Maryse Leclerc           | REC                      | REC                      | 506          | 0,93         |             |             |
|                          | Pascal Chambonnet        | PT                       | EXG                      | 474          | 0,87         |             |             |
|                          |                          |                          |                          |              |              |             |             |
| Votes valides            | Votes valides            | Votes valides            | Votes valides            | 54 409       | 97,17        | 53 722      | 94,34       |
| Votes blancs             | Votes blancs             | Votes blancs             | Votes blancs             | 1 039        | 1,86         | 2 308       | 4,05        |
| Votes nuls               | Votes nuls               | Votes nuls               | Votes nuls               | 543          | 0,97         | 918         | 1,61        |
| Total                    | Total                    | Total                    | Total                    | 55 991       | 100          | 56 948      | 100         |
| Abstention               | Abstention               | Abstention               | Abstention               | 23 605       | 29,66        | 22 648      | 28,45       |
| Inscrits / participation | Inscrits / participation | Inscrits / participation | Inscrits / participation | 79 596       | 70,34        | 79 596      |             |

La suppléante d'Hervé Saulignac est Françoise Gonnet-Tabardel, maire de Bourg-Saint-Andéol, Présidente de la Communauté de communes DRAGA.